# Monnaies de micronations
Les systèmes monétaires micronationaux décrivent les monnaies officielles proclamées par les micronations. Ces monnaies sont généralement créées pour légitimer la nation et peu de ces monnaies sont reconnues et utilisables en dehors du cercle des Alter-Etats.
Cependant, ces devises demeurent prisées par les collectionneurs, du fait de leur rareté, et/ou de leur conception dans des métaux précieux.

La liste présente ci-dessous indique les monnaies et cryptomonnaies des micronations notables, existantes ou ayant existé.

## Liste des devises
| Micronation                      | Devise (monnaie)                       | Symbole   | Valeur | Type                   | Ref    |
| -------------------------------- | -------------------------------------- | --------- | --- | ---------------------- | ------ |
| Empire aéricain                  | Solari and Mu                          | ƺ / ᶆ     | Selon la valeur de l'Hydrogène | Pièces et billets      | [ 1 ]  |
| Principauté d'Aigues-Mortes      | Flamant                                |           | Selon la valeur de l'Euro. Le Flamant est, à ce jour, la seule monnaie micronationale ayant cours en tant que monnaie locale dans le monde. | Billets                | [ 2 ]  |
| Empire d'Angyalistan             | Bancor Angyalistanais                  | ßa∞       | |                        | [ 3 ]  |
| Empire d'Atlantium               | Imperial Solidus                       | IS        | Selon la valeur du Dollar américain. | Pièces et billets      | [ 4 ]  |
| Grand-Duché d'Avram              | Avram (coupures), Ducals (pièces)      |           | | Pièces et billets      | ,      |
| Principauté de Bérémagne         | Piastre de Bérémagne                   | Ᵽ         | | Billets                | [ 7 ]  |
| Nation of Celestial Space        | Gold Celeston, Silver Joule, Brass Erg |           | | Pièces                 | [ 8 ]  |
| Ville libre de Christiana        | LØN                                    |           | 1 LØN est égal à 50 couronnes. | Pièces                 | [ 9 ]  |
| République de Conch              | Dollar de Conch                        |           | | Pièces                 | [ 9 ]  |
| Royaume d'Elleore                | Leo d'or                               |           | | Pièces                 | [ 10 ] |
| Grand-duché de Flandrensis       | Flandri                                |           | | Pièces et billets      |        |
| Principauté de Freedonia         | Dollar de Freedonia                    |           | | Pièces                 | [ 11 ] |
| Global Country of World Peace    | Raam                                   |           | 1 Raam = 10 dollars ou 10 €. | Billets                | [ 12 ] |
| Hajdučka Republika Mijata Tomića | Kubura                                 |           | | Billets                | [ 13 ] |
| Principauté de Hutt River        | Dollar de Hutt River                   | $         | Selon la valeur du Dollar australien. | Pièces et billets      | [ 14 ] |
| République Royale de Ladonia     | Örtug                                  |           | 1 Örtug = 1 €. | Billets                | ,      |
| Grand Duché des îles Lagoa       | EdneyDollar                            | €D        | | Billets                | [ 17 ] |
| République Libre du Liberland    | Merit du Liberland                     |           | | Cryptomonnaie          | [ 18 ] |
| Royaume de Lovely                | Unité interdépendante                  | IOU       | |                        | [ 19 ] |
| Royaume de Lundy                 | Puffin                                 |           | 1 macareux = 1 penny (pré-décimal). | Pièce                  | [ 20 ] |
| République de Molossia           | Valora                                 | VL        | 1 VL équivaut à 1⁄3 tube de pâte à biscuits Pillsbury.                                                                                      | Pièces et billets      | [ 21 ] |
| Royaume de North Dumpling Island | Dumpling                               |           | 1 dumpling est égal à 0,001 dollar. | Billets                | [ 22 ] |
| Other World Kingdom              | DOM                                    |           | Selon la valeur du Dollar américain. | Billets                | [ 23 ] |
| Outer Baldonia                   | Tunar                                  |           | | Pièces                 | [ 24 ] |
| Parva Domus                      | Parva Domus Peso                       |           | | Pièces                 | [ 25 ] |
| Principauté de Pontinha          | Bitcoin                                | Ƀ         | | Cryptomonnaie          | [ 26 ] |
| République de Saint-Castin       | Piastre Castinienne                    |           | 1 piastre valinoise = 0,06 dollar | Billets                | [ 27 ] |
| République du Saugeais           | Euro                                   | €         | Pas de monnaie spécifique |                        |        |
| Principauté de Sealand           | Dollar de Sealand                      | SX$       | Selon la valeur du dollar Américain. | Pièces                 | [ 28 ] |
| Principauté de Seborga           | Luigino de Seborga                     |           | 6 dollars. | Pièces                 | [ 29 ] |
| République d'Užupis              | EuroUžas (ou Užas)                     |           | Variation annuelle. | Billets                | [ 30 ] |
| Grand-duché de Westarctica       | Dollar de Westartica                   | WA$ / WAD | | Pièce et cryptomonnaie | [ 31 ] |
| Wirtland                         | Monnaie internationale                 | ICU       | Selon le prix de l'or. | Pièces                 | [ 32 ] |